# Werkloosheidsval
De werkloosheidsval is een economisch fenomeen waar het voor werklozen financieel niet interessant is om uit de werkloosheid te treden, ten gevolge van specifieke regels in de sociale zekerheid en de personenbelasting.
Deze situatie ontstaat in een sociale welvaartsstaat met hoge werkloosheidsuitkeringen, gecombineerd met een relatief hoge fiscale druk op arbeid, die precies nodig is om sociale uitkeringen te kunnen financieren.
Als het netto-inkomen uit arbeid, verminderd met de extra kosten die voortvloeien uit de werksituatie (zoals woon-werkverkeer, extra kledijkosten, kinderopvang), en verminderd met het wegvallen van de voordelen die voortvloeien uit de werkloosheid (zoals goedkopere huisvesting, lagere tarieven voor gezondheidszorg en energie, studietoelagen voor de kinderen), zo laag ligt in vergelijking met de werkloosheidsuitkering, kan het voor een individu interessanter zijn om het werklozenstatuut te behouden of te bekomen.

## Minimumlonen
Een voorbeeld maakt dit concreet. Wie een werkloosheidsuitkering geniet van 918 euro per maand, en in aanmerking komt voor arbeid tegen het minimumloon van 1086 euro per maand (nettocijfers 2006 voor een 40 urenwerkweek in België), dient het verschil van 168 euro per maand eerst nog te verminderen met extra kosten voor vervoer e.d. Als we veronderstellen dat deze kosten beperkt blijven tot 48 euro per maand, dan blijft er nog 120 euro per maand over. Dit komt neer op een extra verdienste van 0,75 eurocent per gewerkt uur.
De werkloosheidsval treft vooral wie laaggeschoold is, die enkel het minimumloon ontvangt. Maar ook hogere inkomens kunnen ermee geconfronteerd worden: wanneer iemand 70% van het nettoloon als uitkering kan ontvangen, kan de afweging maken dat 100% van zijn (vrije) tijd meer waard is dan 30%  aan extra arbeidsinkomen. Bemerkt dat de hoogste schijf van de lonen belast wordt aan 45%, waardoor het verschil minder wordt. Dezelfde redenering kan worden gemaakt om 4/5e te gaan werken.

## Maatregelen
De individuele rationele keuzes om werkloos te blijven of te worden verminderen de globale efficiëntie van een economie. Beleidsmakers trachten dus om de werkloosheidsval zo veel als mogelijk terug te dringen, door het verschil tussen netto-inkomen uit arbeid en uitkeringen te vergroten:
- In sommige landen tracht men de werkloosheidsval te dichten door de periode waarin men kan genieten van een uitkering in geval van werkloosheid in de tijd te beperken;
- Nog andere landen hanteren bewust een politiek van relatief lage uitkeringen;
- Sommige landen kiezen voor een politiek van hogere minimumlonen. Het risico is wel dat dit arbeidsvernietigend werkt, wanneer de werkgevers de rendabiliteit van de werknemers niet in overeenstemming vinden met het minimumloon dat zij moeten betalen, en op zoek gaan naar de vervanging van deze arbeid door automatisering;
- Vele landen verminderen de belastingen die wegen op (lage) lonen, zowel voor de werkgever (waardoor deze opnieuw belangstelling krijgt om laaggeschoolden aan te werven) als voor de werknemer (waardoor deze meer voordeel haalt uit het verlaten van de werkloosheid);
- Volgens sommige economen moet men opteren voor een zogenaamde negatieve inkomstenbelasting voor iedereen. Het komt erop neer dat iedereen zou genieten van een fiscaal krediet, of men nu werkt of niet. Hierdoor zou de stap van werkloosheid naar werken slechts gedeeltelijk leiden tot een minder gunstige fiscale situatie, waardoor de incentive om te gaan werken groter wordt.